# جائزة مايكل فاراداي

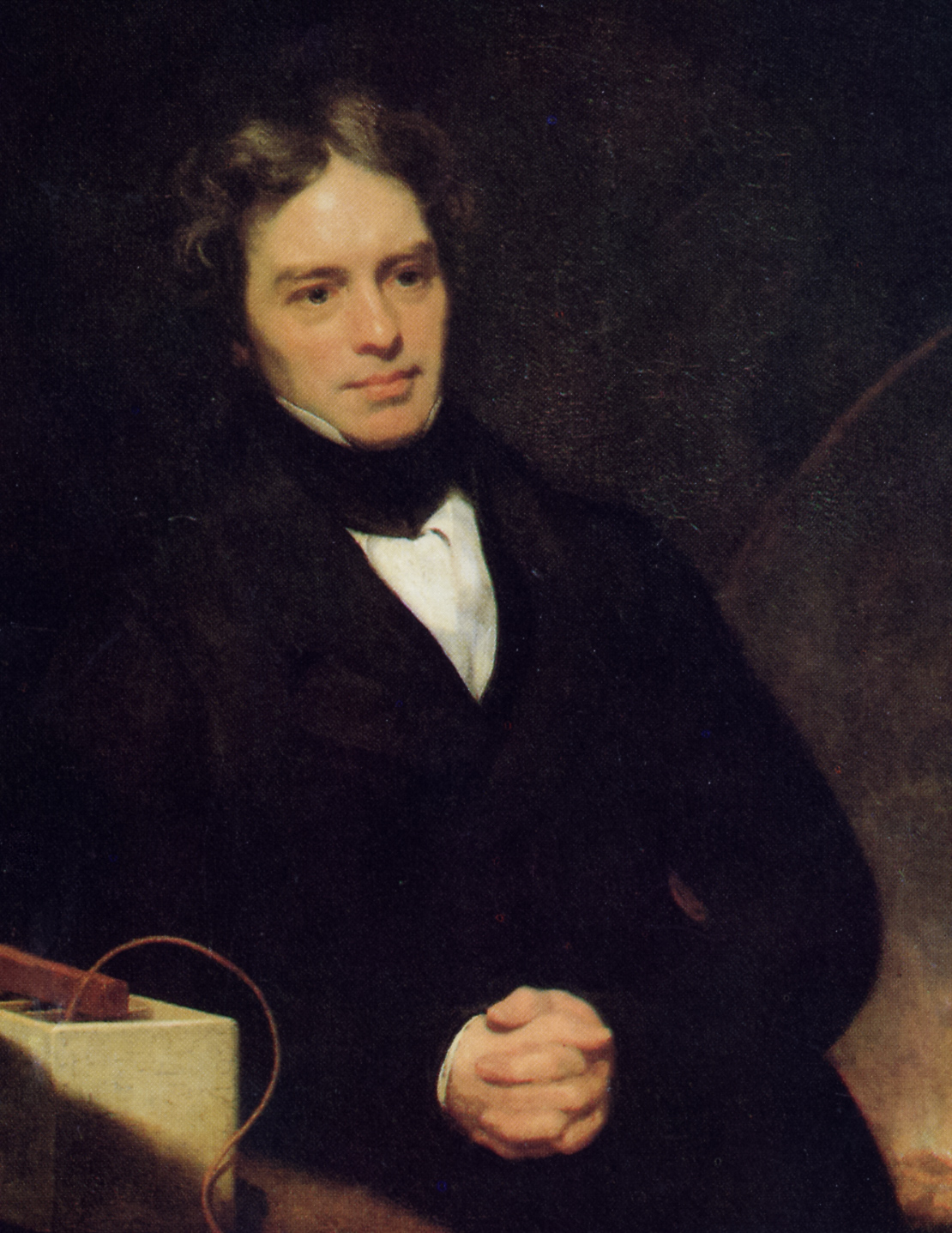
مايكل فاراداي، الذي سميت الجائزة باسمه

تقدم الجمعية الملكية في لندن جائزة مايكل فاراداي للجهود المميزة في توصيل العلوم للجمهور في المملكة المتحدة. سُميت الجائزة باسم مايكل فاراداي وتصنع ميداليتها من الفضة المطلية بالذهب بالإضافة إلى مبلغ 2500£. منحت الجائزة لأول مرة في عام 1986 لتشارلز تايلور لعروضة الرائعة في الفيزياء وتطبيقاتها والتي تستهدف أطفال المدارس حتى البالغين.تمنح هذه الجائزة سنويًا بعكس باقي جوائز الجمعية الملكية حيث تم منحها بشكل سنوي من تاريخ تأسيسها حتى الوقت الحالي. يطلب من الفائز تقديم محاضرة كجزء من البرنامج السنوي الاجتماعي للجمعية والذي غالبًا ما يكون في يناير من العام الذي يليه ويسلم الميدالية رئيس الجمعية الملكية للفائز خلافًا لباقي جوائز الجمعية الملكية التي لا تسلم بشكلٍ علني.